# Paralaubuca typus
Paralaubuca typus är en fiskart som beskrevs av Bleeker, 1864. Paralaubuca typus ingår i släktet Paralaubuca och familjen karpfiskar. IUCN kategoriserar arten globalt som livskraftig. Inga underarter finns listade i Catalogue of Life.